# Ramón Aquino
Ramón Aquino (Asunción, 10 de junio de 1934-ibidem, 1 de abril de 2015) fue un político paraguayo  del Partido Colorado, conocido como el líder de la milicia Garroteros durante la dictadura de Alfredo Stroessner.

## Primeros años y carrera
Aquino nació en 1934 en Asunción, en el barrio de la Chacarita. Esta parte de la capital paraguaya es conocida hasta el día de hoy como un barrio marginal, un hervidero de pobreza y delincuencia. Los guías turísticos catalogan la zona como «no recomendable visitarla en ningún momento». Chacarita era aún más pobre y más criminal en el siglo XX. No se sabe mucho sobre los primeros años de vida de Aquino, pero según algunos informes, estuvo involucrado en las organizaciones criminales que operaban en la Chacarita durante este tiempo. Al unirse al Partido Colorado, se convirtió en el principal vocero del partido en el vecindario y, a su vez, recibió una educación legal a través de su membresía al partido.
En 1966, Aquino se convirtió en jefe de la Seccional Colorada N.º 14, una organización territorial del partido en Chacarita. Ocupó este cargo durante casi un cuarto de siglo y se ganó la reputación entre los seguidores como «el gran luchador de los colorados». Fue miembro del órgano de gobierno del Partido Colorado, la Junta de Gobierno, y fue amigo personal del presidente Alfredo Stroessner. Aproximadamente las tres cuartas partes de la población de Chacarita estaban registradas oficialmente con el Partido Colorado y casi el 100% de los votantes locales votaron en todas las elecciones por el presidente Stroessner y los candidatos de Colorado.
La sede del partido se convirtió en el centro de la vida del distrito, donde constantemente se realizaban reuniones para tomar decisiones sobre temas socioeconómicos, sociopolíticos, culturales y cotidianos. El propio Aquino se convirtió en «cacique» de distrito, efectivamente haciéndolo el amo informal de Chacarita. Para empleo, licencia comercial, admisión a estudios, uso de atención médica municipal y otros, se requería su aprobación personal. Al mismo tiempo, bajo el liderazgo de Aquino, apareció por primera vez en el distrito una infraestructura social: una clínica gratuita, un centro cultural y de rehabilitación y campos deportivos. Por eso pudo labrarse una reputación de benefactor y gozó de gran popularidad en la Chacarita.

## Garroteros
La tradición política paraguaya había incluido desde hace mucho tiempo alas paramilitares para sus partidos políticos. Esto fue especialmente característico del Partido Colorado, con sus milicias campesinas pynandi, destacamentos del Guión Rojo y otras formaciones de milicias partidarias. El régimen de Stroessner también creó sus propios destacamentos civiles.
Aquino estuvo entre los principales organizadores de los Grupos de Batalla Colorados (junto con el Jefe del Departamento de Investigación Policial, Pastor Coronel, el ministro de Justicia, José Eugenio Jacquet). Reclutó a sus militantes en las conocidas organizaciones criminales de la Chacarita. Por sugerencia del propio Aquino, recibieron el nombre de Garroteros (por su uso del garrote). El grupo estaba muy bien organizado y armado con garrotes y tubos de metal. Los opositores al estronismo destacaron en particular las formaciones de Ramón Aquino, llamándolos «los mafiosos de Chacarita».
Uno de los actos más infames de los garroteros ocurrió el 12 de septiembre de 1972, cuando reprimieron las protestas antigubernamentales en la Universidad Católica Nuestra Señora de la Asunción, golpeando brutalmente a los estudiantes rebeldes. Aquino, quien estuvo personalmente involucrado en la violencia, dijo que el objetivo era «pacificar el debate». Después de este evento, recibió el apodo de humor negro de «moderador» de la dictadura.
El 24 de abril de 1986, los médicos y enfermeras del Hospital de Clínicas de Asunción se declararon en huelga, solicitando un aumento salarial. Fueron apoyados por muchos pacientes. El edificio del hospital fue bloqueado por la policía. Aquino consideró que lo que estaba pasando era una «provocación comunista» y llegó al sitio a la cabeza de los garroteros. La firmeza de una de las enfermeras, una monja nacida en Polonia llamada Yuliana, que les gritaba «entren solo sobre mi cadáver», convenció a Aquino de retirarse. Sin embargo, el 2 de mayo se repitió el ataque, y varios médicos en huelga así como algunos pacientes fueron golpeados salvajemente por garroteros.
A fines de la década de 1980, apareció una escisión en el Partido Colorado entre dos facciones, los tradicionalistas, partidarios de las reformas liberales encabezadas por Luis María Argaña y Edgar Ynsfrán Doldán, y los militantes, leales partidarios de Stroessner encabezados por Sabino Augusto Montanaro y Aquino). Aquino abogó por el endurecimiento máximo del régimen, la continuación del gobierno vitalicio de Alfredo Stroessner y la herencia del poder dictatorial al hijo del presidente Gustavo Stroessner. El lema de Aquino durante este enfrentamiento fue «¡Después de Stroessner, Stroessner!». El 1 de agosto de 1987, las militancias triunfaron en la Convención Colorada y tomaron el control del partido. Después de ello, los garroteros militantes dispersaron las reuniones de «tradicionalistas». El 19 de noviembre de 1988, Aquino fue excomulgado por la Iglesia católica por su participación en la violencia política.

## Años posteriores
Stroessner fue finalmente depuesto durante el golpe de Estado del 2 y 3 de febrero de 1989, liderado por su exhombre de confianza, Andrés Rodríguez Pedotti, con el apoyo del ejército. Los militantes del partido no tuvieron tiempo de actuar, y los «tradicionalistas» dieron su apoyo a Rodríguez y el nuevo gobierno comenzó a llevar a cabo varias reformas largamente demandadas. La represión política en su conjunto cesó, y la nueva dirección del Partido Colorado renunció oficialmente a la violencia política. Las milicias del partido fueron disueltas. Algunos de los colaboradores del régimen de Stroessner, como el Pastor Coronel y José Eugenio Jacquet, fueron juzgados.
Aquino rechazó categóricamente el nuevo orden. Fue uno de los pocos miembros de la Junta de Gobierno del Partido Colorado que se opuso a la presidencia y el programa de Rodríguez. Como resultado, en 1990, Aquino fue destituido por la fuerza de la junta directiva del Partido Colorado y destituido de su cargo al frente de la seccional del partido en la Chacarita. A partir de entonces, su influencia política declinó drásticamente, sin embargo, no fue encarcelado ni obligado a emigrar a diferencia de algunos de los otros colaboradores de Stroessner, y continuó ejerciendo una gran influencia en la Chacarita.
Aquino falleció el 1 de abril de 2015, a la edad de 80 años. Estaba casado y su hijo Alberto Ramón Aquino Jr. es un reconocido abogado en Paraguay.